# Santa Sylvina
Santa Sylvina è un comune (municipio in spagnolo) dell'Argentina, appartenente alla provincia del Chaco, capoluogo del dipartimento di Fray Justo Santa María de Oro.
Il municipio è stato fondato il 1º marzo 1936 ed ha come patrono sant'Antonio da Padova.
In base al censimento del 2001, nel territorio comunale dimorano 9.040 abitanti, di cui 5.929 nella cittadina capoluogo del comune..